# Hideo Tanaka
Hideo Tanaka (田中 英雄?, Tanaka Hideo; Uki, 1º marzo 1983) è un ex calciatore giapponese, di ruolo centrocampista.

## Carriera
Ha militato per l'intera carriera nel Vissel Kōbe, Ad esclusione di una stagione in prestito al Kyoto Sanga.